# Francesco Barberini
Francesco Barberini (Firenca, 23. rujna 1597. – Rim, 10. prosinca 1679.), talijanski kardinal, nećak pape Urbana VIII. Izvršavao je razne uloge u vatikanskoj administraciji.

## Životopis
Rođen je u Firenci u obitelji Carla Barberinia i Costanze Magalotti, a studirao je na Sveučilištu u Pisi, gdje je uz pomoć obiteljskog prijatelja Galilea Galileia, diplomirao kanon i građanska prava 1623. Dana 2. listopada iste godine, njegov ujak, Maffeo Barberini, nedavno izabran kao papa Urban VIII., postavio ga je za kardinala, državnog tajnika i papinskog legata u Avignonu kada mu je bilo dvadeset i šest godina. Godine 1625., odlazi u Pariz kao poseban legat, a od ožujka do rujna, poduzeo je razne pregovore s kardinalom Richeliom uključujući rasprave prije Ugovora iz Monçona. Sve u svemu, pregovori nisu bili politički uspjeh za papinstvo. Francesco Barberini je tada dobio na dar šest tapiserija od kralja Luja XIII., koje je projektirao Peter Paul Rubens. Godine 1625. otputovao je u Španjolsku kao papinski legat. Od 1628. je uspješno vodio vanjsku diplomaciju Papinske države. Četiri godine kasnije je imenovan papinskim zamjenikom-kancelarom.
Za Velikog inkvizitora rimske inkvizicije, postavljen je 1633. i na tom položaju ostaje do smrti. Bio je dio Inkvizicijog suda ispitivanja o Galileu te jedan od trojice članova suda koji su odbili suditi Galileu. Neprijateljstvo između pape i Vojvoda Parme i Piacenze (Farnesa) je rezultiralo ratom u Castru 1641. godine. Mir je zaključen mjesec dana prije smrti pape Urbana VIII. 1644. godine. Na sljedećoj konklavi Francesco i Antonio Barberini su podržali kandidata Giovannia Battistu Pamphilia u nadi kako bi bio više povoljan za njih. Pamphili, koji je uzeo ime Inocent X. pokrenuo je istragu o rukovanju financijama za vrijeme rata u Castru, prisiljavajući prvo da Antonio pobjegne u Pariz 1645., a zatim i Francesco i njegov brat Taddeo Barberini. Dvije godine kasnije, Francesco je zatražio oprost pape. Na povratku u Rim, Francesco je nastavio svoju ulogu kao mecena umjetnosti, iako u manjoj količini. Umro je u Rimu 1679. u dobi od osamdeset dvije godine.

## Pokrovitelj umjetnosti
Francesco Barberini bio je aktivan kao zaštitnik umjetnosti. Privatno je kupio nekoliko slika Poussina tijekom umjetnikovih ranih godina u Rimu. 1625. je stekao palaču Sforza na Kvirinalu, a godinu dana kasnije ju je predao svome bratu Taddeu. Nakon kupnje dodatne zemlje oko palače, arhitekt Carlo Maderno ju je preuredio te je ona postala Palazzo Barberini gdje Taddeo i njegova obitelj žive u jednom djelu, a Francesco u drugom. Osnovao je bogatu knjižnicu u Palazzo Barberiniju u kojoj je čuvao drevne grčke i rimske rukopise. Također je imao i veliku kolekciju tapiserija. Podržavao je brojne europske intelektualce, stručnjake, znanstvenike i umjetnike, uključujući i Jeana Morina, Gabriela Naudéa, Gerharda Johann Vossiusa, Heinsiusa i Johna Miltona. Također, je u Palazzo Barberini, pokrenuo mali Prirodoslovni muzej i botanički vrt.

## Vanjske poveznice
Mrežna mjesta
- BARBERINI, Francesco, Talijanski biografski leksikon (tal.)
- Barberini Hrvatska enciklopedija
- BARBERINI, seniore, Francesco (1597-1679), The Cardinals of the Holy Roman Church (engl.)